# Francesco De Fabiani
Francesco De Fabiani, född 21 april 1993, är en italiensk längdskidåkare som debuterade i världscupen den 28 december 2013 i Oberhof i Tyskland. Sin första världscupseger vann han i 15 kilometer klassisk stil den 8 mars 2015 i Lahtis i Finland.
De Fabiani deltog vid olympiska vinterspelen 2014, 2018 och 2022.